# Tweetoppig struisgras
Tweetoppig struisgras (Agrostis castellana) is een vaste plant, die behoort tot de Grassenfamilie. De plant komt van nature voor in het Westelijke deel van het Middellandse Zeegebied en is van daaruit verder verspreid. In Nederland zit de soort in grasmengsels voor bermen en gazons. Het aantal chromosomen is 2n = 28 of 42.
De plant wordt 10-45 (80) cm hoog, vormt meer of minder lange ondergrondse uitlopers en soms korte, bovengrondse uitlopers. Het heeft rechtopgaande stengels, die 3-5 knopen hebben. Het grijsgroene blad is 3-10 cm lang en 1-3 mm breed en heeft een vliezig, langwerpig, 0,8-1,4 mm lang tongetje, dat van de bovenste halmen is 2- 3 mm lang is. Het blad is aan de bovenkant ruw.

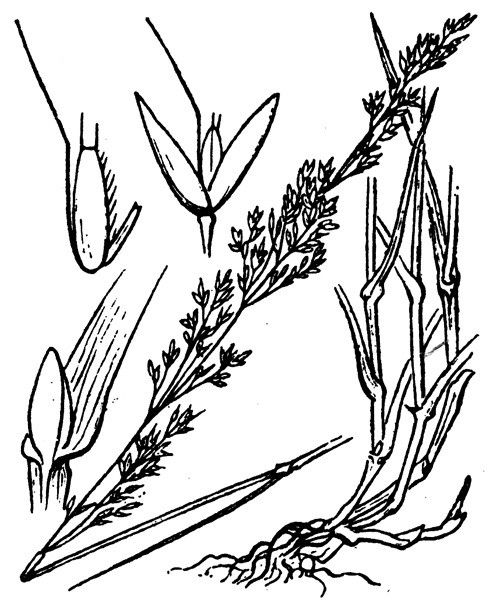
Illustratie
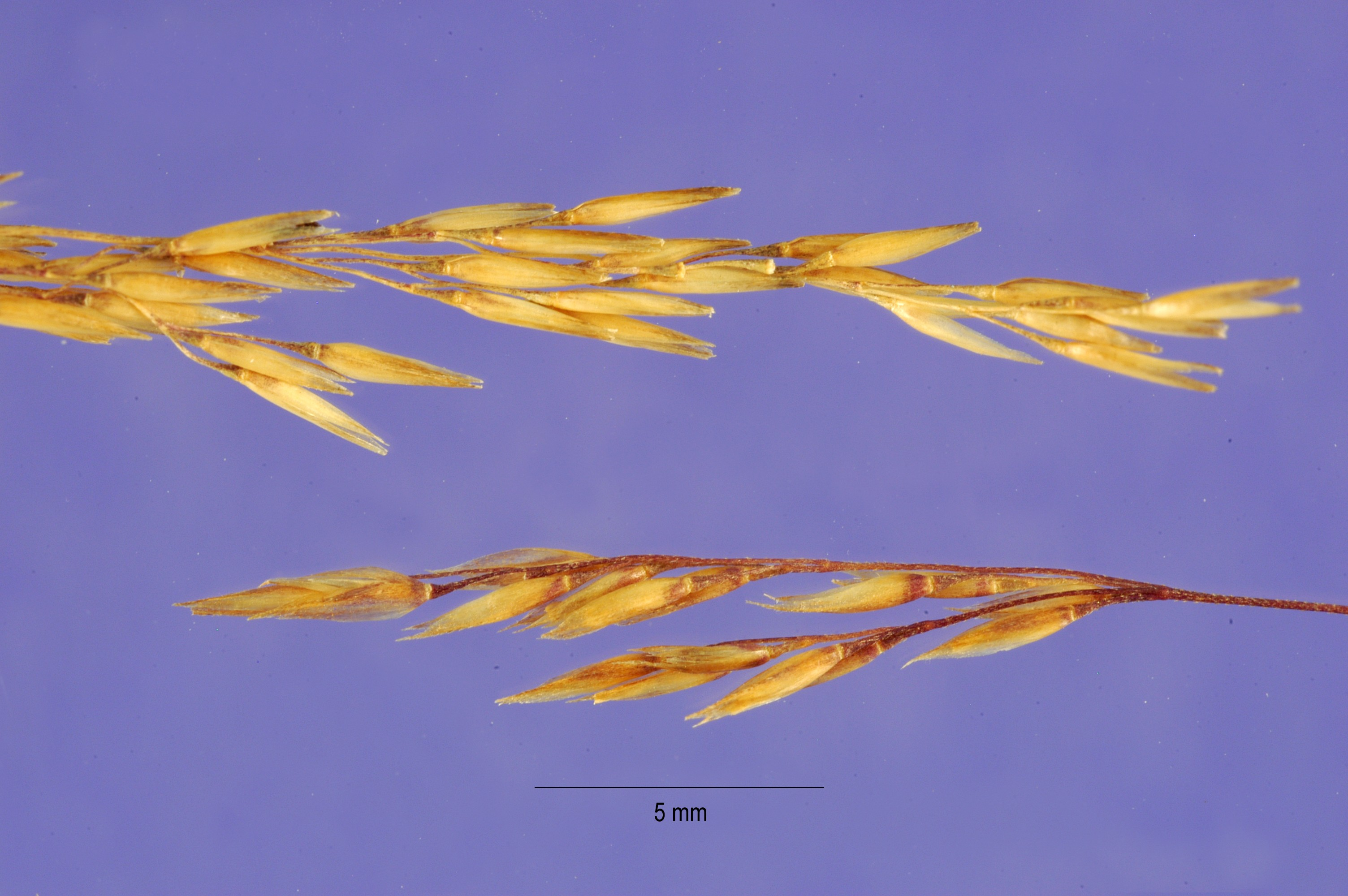
Bloeiwijze
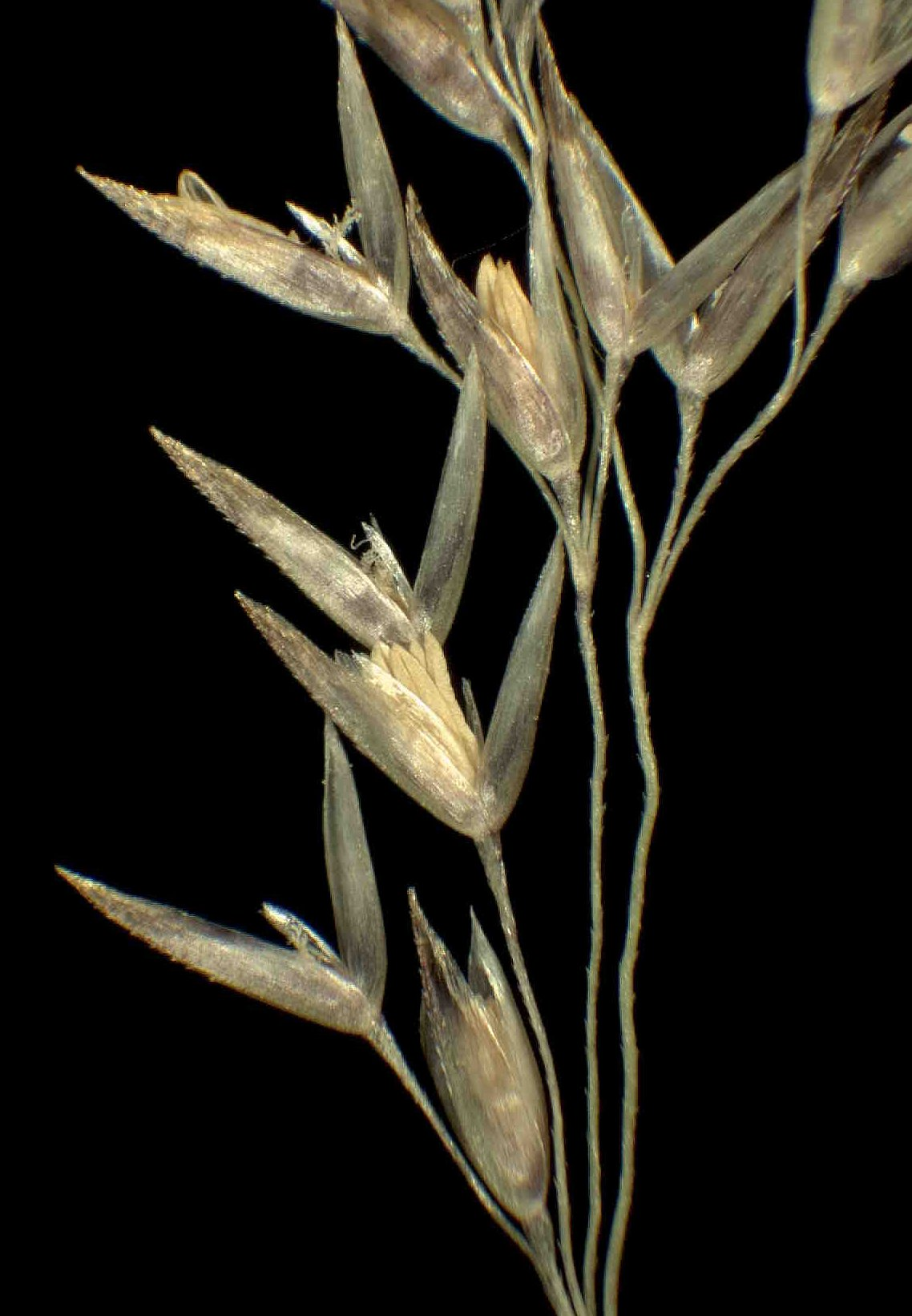
Aartjes
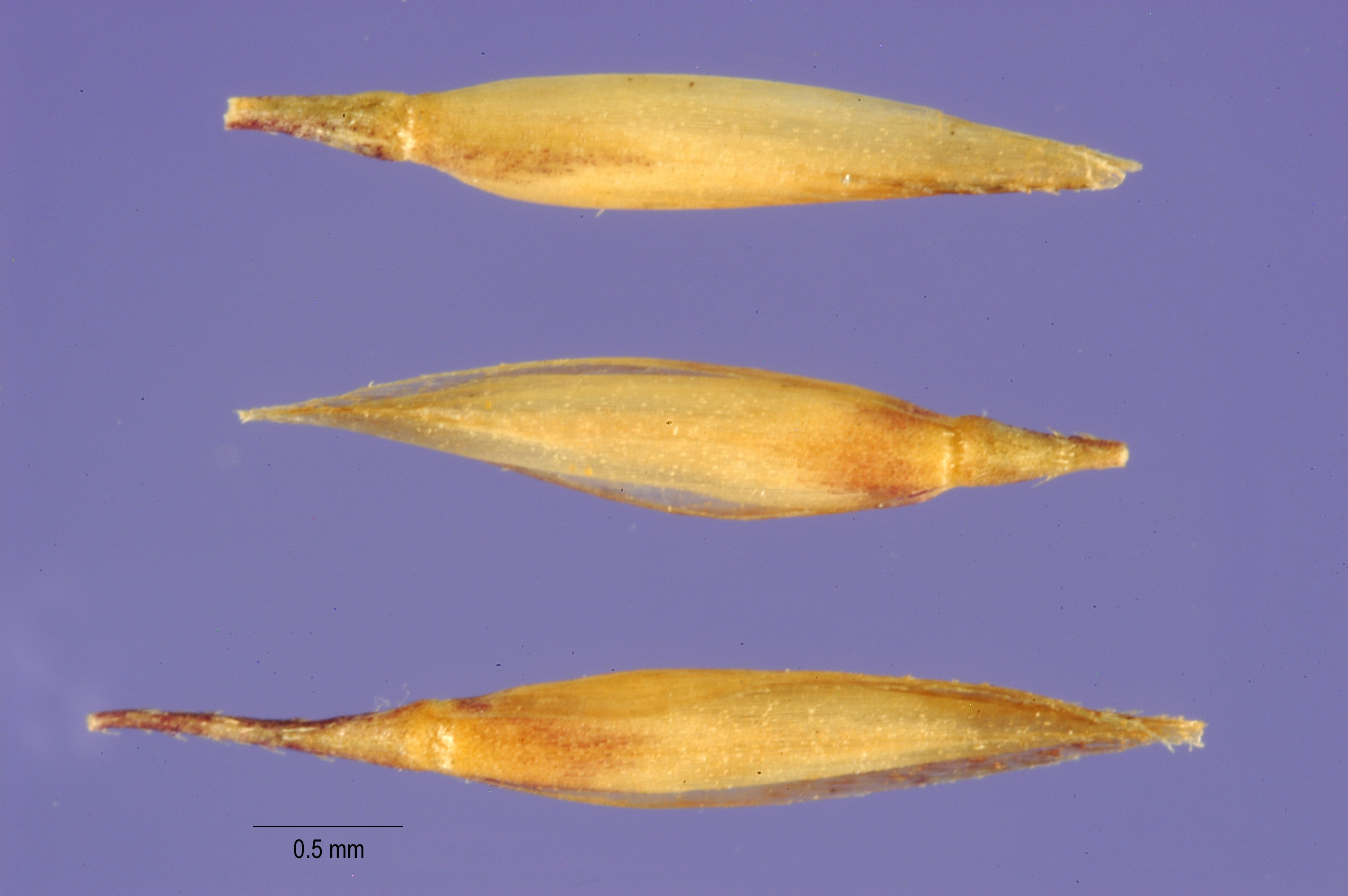
Vruchten

Tweetoppig struisgras bloeit vanaf juni tot in augustus. De piramidevormige bloeiwijze is een paarsachtige of groenachtige, 5-20 cm lange pluim met ruwe zijtakken, die na de bloei recht opstaan. Het eenbloemige aartje is 2-3 mm lang en heeft een twee keer zo lang steeltje. De lancetvormige kelkkafjes zijn bijna even lang als het aartje en het onderste is iets korter dan het bovenste. Ze hebben een ruwe kiel. Het onderste kroonkafje is een derde korter dan de kelkkafjes, heeft vijf nerven en is min of meer dicht behaard. De beide buitenste nerven hebben een 0,2-0,5 mm lange kafnaald. Het bovenste kroonkafje is 2-3 keer korter dan het onderste. De drie helmknoppen zijn ongeveer 1,5 millimeter lang.
De 1,2-1,5 mm lange en 0,3-0,4 mm brede vrucht is een graanvrucht.
Tweetoppig struisgras komt voor in bermen op matig droge tot matig vochtige, matig voedselarme tot matig voedselrijke grond.

## Ondersoorten
- Agrostis castellana var. hispanica (Boiss. & Reut.) Ball
- Agrostis castellana var. olivetorum (Gren. & Godr.) Kerguélen